# ورونیکا (فیلم)
ورونیکا (اسپانیایی: Verónica‎) یک فیلم ترسناک اسپانیایی به کارگردانی پاکو پلاسا است که در سال ۲۰۱۷ منتشر شد.
همچنین این فیلم بر اساس گزارش پلیس و داستانی واقعی ساخته شده است.

## خلاصه فیلم
ورونیکا و دوستان هم‌کلاسی‌اش از روی کنجکاوی مراسم احضار روح برگزار می‌کنند. اما ورونیکا پس از آن متوجه می‌شود جسمش به تسخیر نیرویی ماورایی و خطرناک درآمده است.

## بازیگران
- کانسوئلو تروخیو
- آنا تورنت
- ساندرا اسکاسنا
- لتیسیا دلرا
- کارلا کامپرا